# Apadana

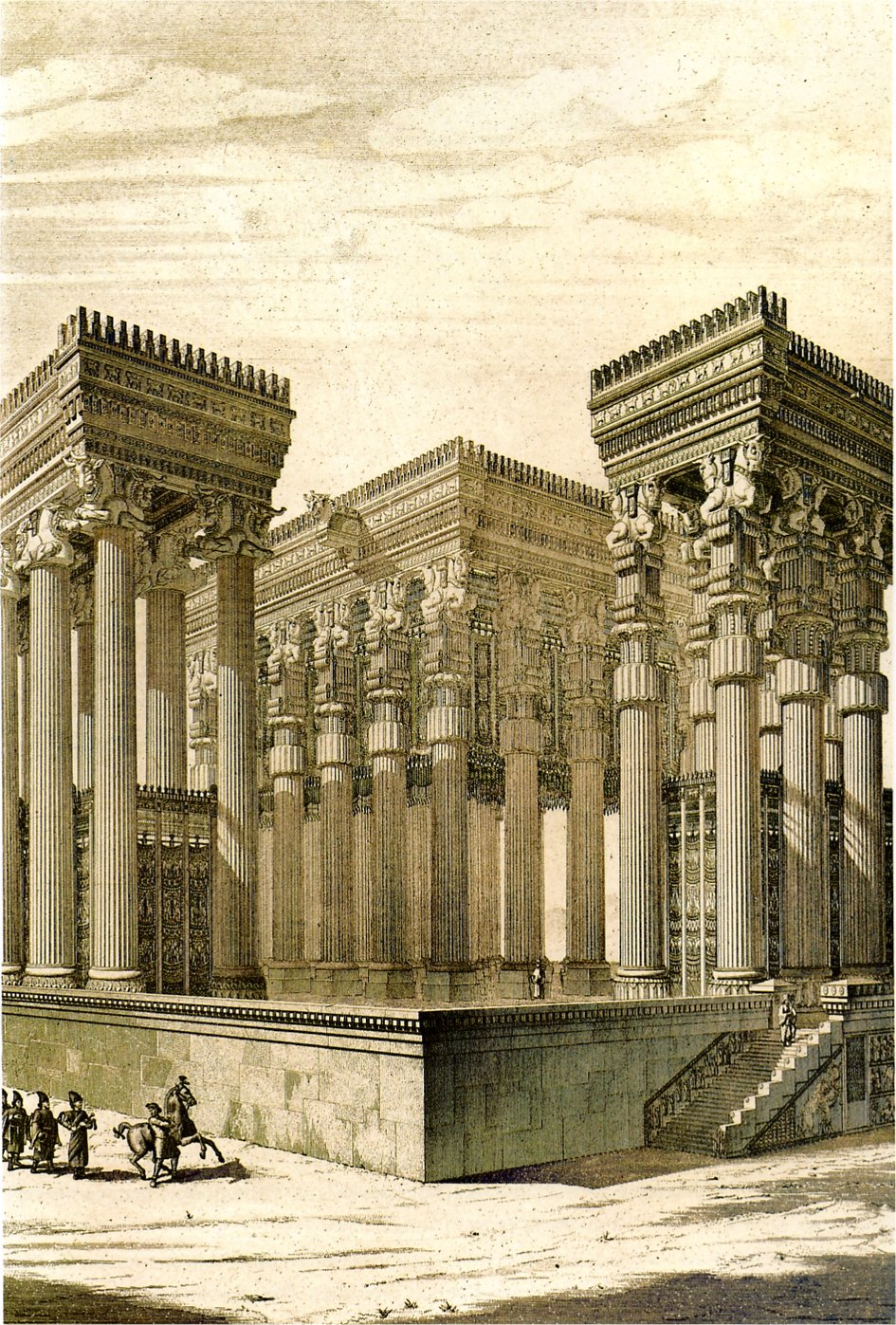
Apadanahalle, Rekonstruktion durch Charles Chipiez, 1884

Der Apadana (altpersische Transkription apadāna-, altpersische Transliteration a-p-d-a-n-, Maskulinum) wurde als Begriff am Ende des 19. Jahrhunderts in das archäologische Vokabular übernommen. Er bezeichnet gewöhnlich die großen Audienzhallen der persischen Könige in Persepolis und Susa. Der Begriff taucht ursprünglich in Inschriften aus Susa (A2Sa) und aus Hamadan (A2Ha, A2Hb und A2Hd) von Artaxerxes II. auf. Für den Ursprung des altpersischen Wortes und seine Bedeutung gibt es verschiedene Rekonstruktionen, die sich aber nicht durchgesetzt haben.

## Der Apadana in Persepolis

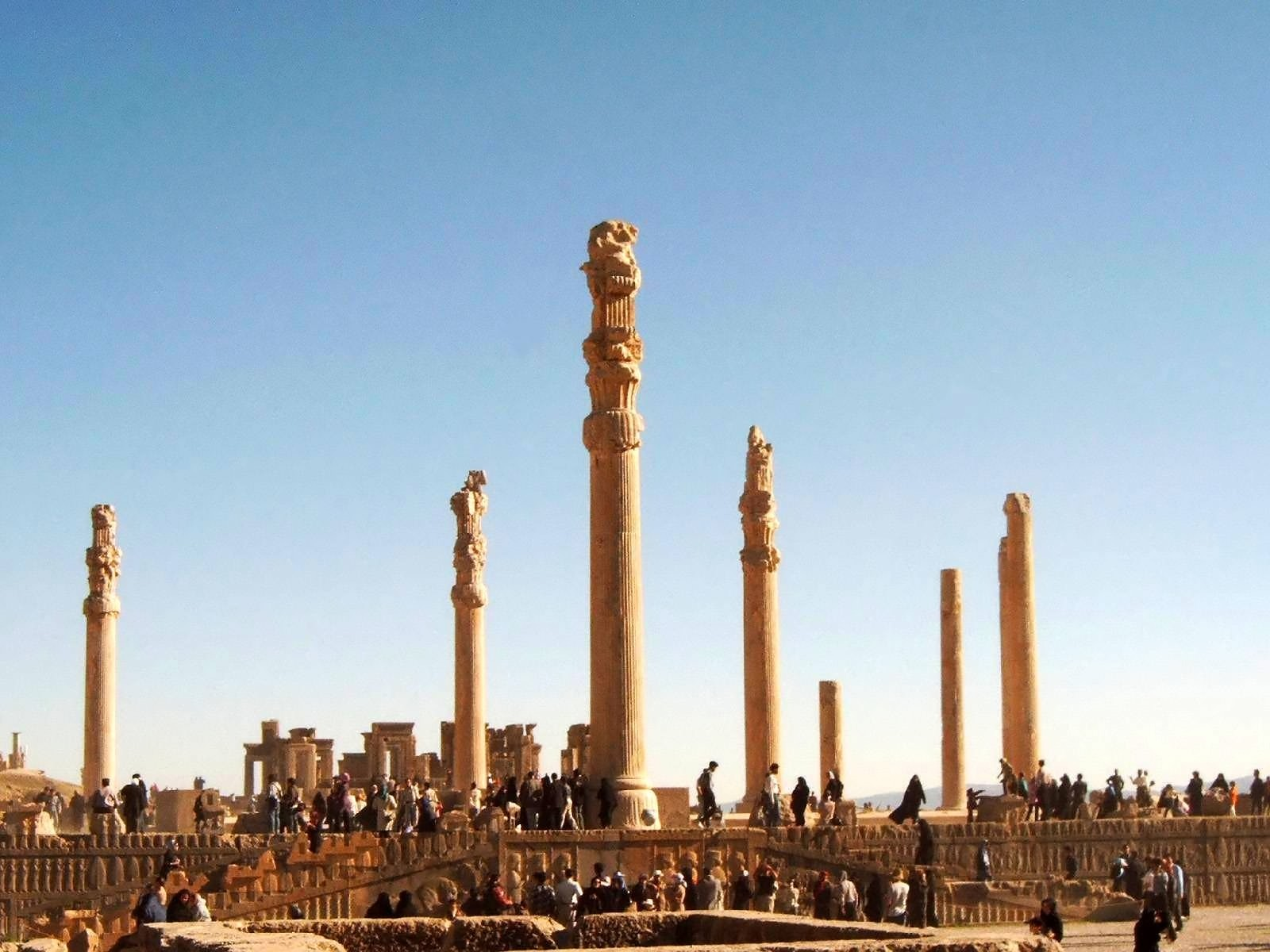
Überreste des Apadana-Palasts in Persepolis

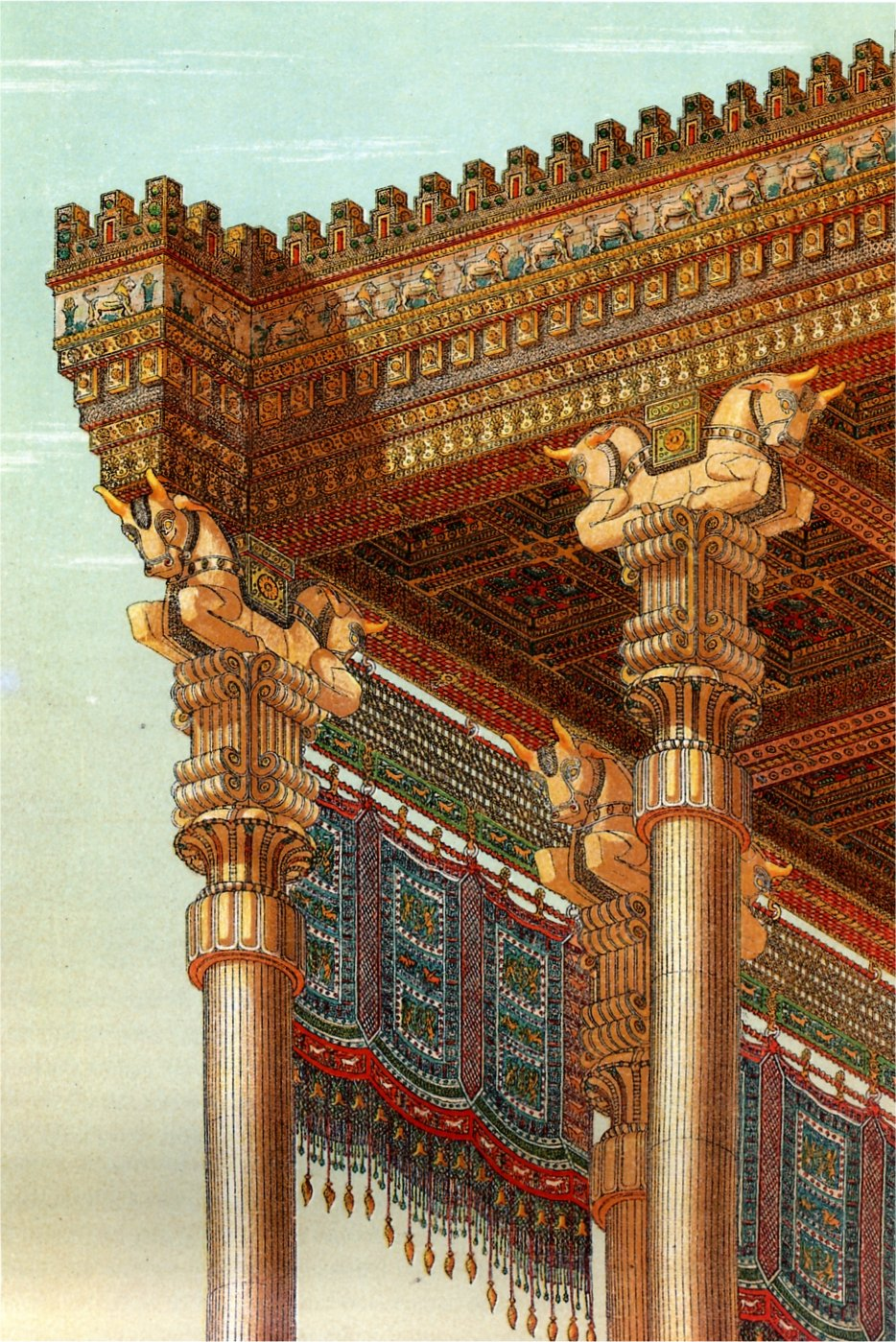
Rekonstruktion des Apadana-Dachs durch Charles Chipiez, 1884

Besonders berühmt ist die unter Dareios I. geschaffene Säulenhalle von Persepolis, der Residenz des altpersischen Weltreichs der Achämeniden im südlichen Iran. Sie war zur Zeit ihrer Errichtung die weltweit größte Säulenhalle und kann mit ihren hunderten Reliefs als eines der antiken Weltwunder gelten und diente als Empfangs- bzw. Audienzsaal der Herrscher. Das ist unter anderem aus Details der Reliefs der Apadana-Stiegenaufgänge zu ersehen, auf denen die Könige und ihre Untertanen dargestellt sind. Nebenan steht die ähnlich prachtvolle Hundertsäulenhalle.
Der Apadana hatte bei seiner Erbauung vor 2500 Jahren einen gedeckten Innenraum von 3600 m² und 36 reichverzierte, 20 m hohe Säulen, von denen bei der Zerstörung 330 v. Chr. durch die Armee Alexander des Großen nur wenige Reste stehenblieben. Bis zur teilweisen Restaurierung im 20. Jahrhundert war lediglich eine Säule erhalten. Die anderen wurden zum Bau umliegender Ortschaften verwendet, vor allem nach der Eroberung durch die Araber im 7. Jahrhundert.
Die Eroberung durch die Araber erfolgte um 640 unter Umar ibn al-Chattab, dem zweiten Kalifen des Islam von 634 bis 644. Damals wurde auch die nahegelegene Stadt Istachr und Residenz der Sassaniden, wo viele Steine von Persepolis verbaut waren, zerstört.
Da den arabischen Geografen die Bedeutung des halbverfallenen Apadana unbekannt war, nannten sie den Ort später „Masdjed-e-Chehel Minar“ (Moschee der 40 Minarette).
Die weltberühmten steinernen Reliefs waren der Hauptgrund für die UNESCO, diese Stätte um 1990 in die Liste des Weltkulturerbes aufzunehmen.
1971 fand in Persepolis ein Teil der Feierlichkeiten der 2500-Jahr-Feier der Iranischen Monarchie statt.